# Asparagus brachiatus
Asparagus brachiatus là một loài thực vật có hoa trong họ Măng tây. Loài này được Thulin mô tả khoa học đầu tiên năm 2002.